# R101
R101 è un'emittente radiofonica FM italiana nazionale, gestita dal gruppo RadioMediaset. È al nono posto in classifica tra le radio più seguite.

## Storia

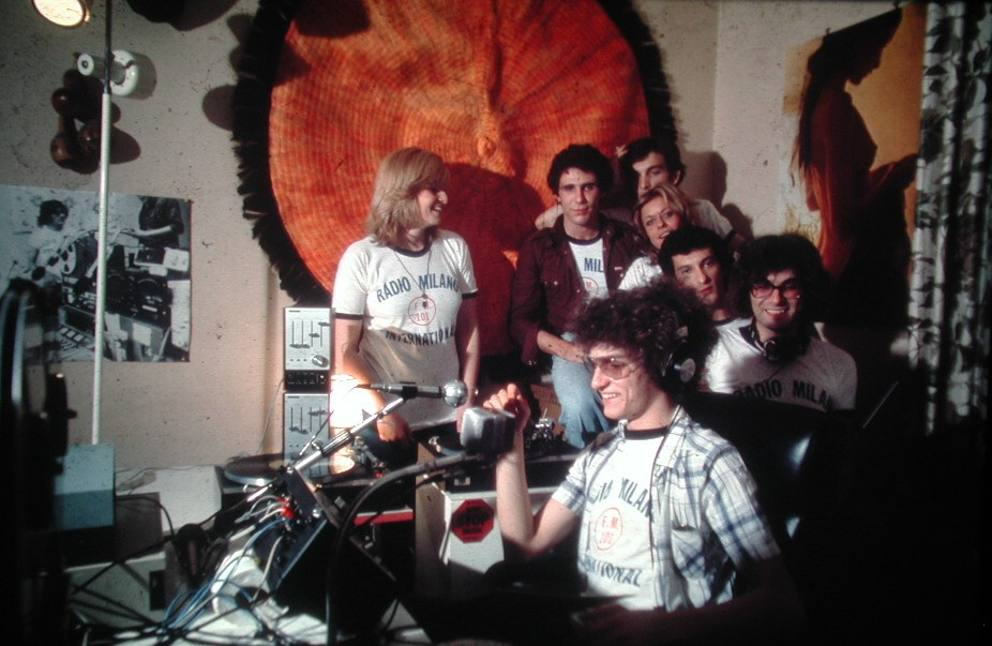
Il primo studio di Radio Milano International, con i fondatori e amici: Francesca Cozzi, Pino Beccaria, Claudio Cecchetto, Anna Mucci, Rino Borra, Nino Cozzi e Piero Cozzi, in arte P3.

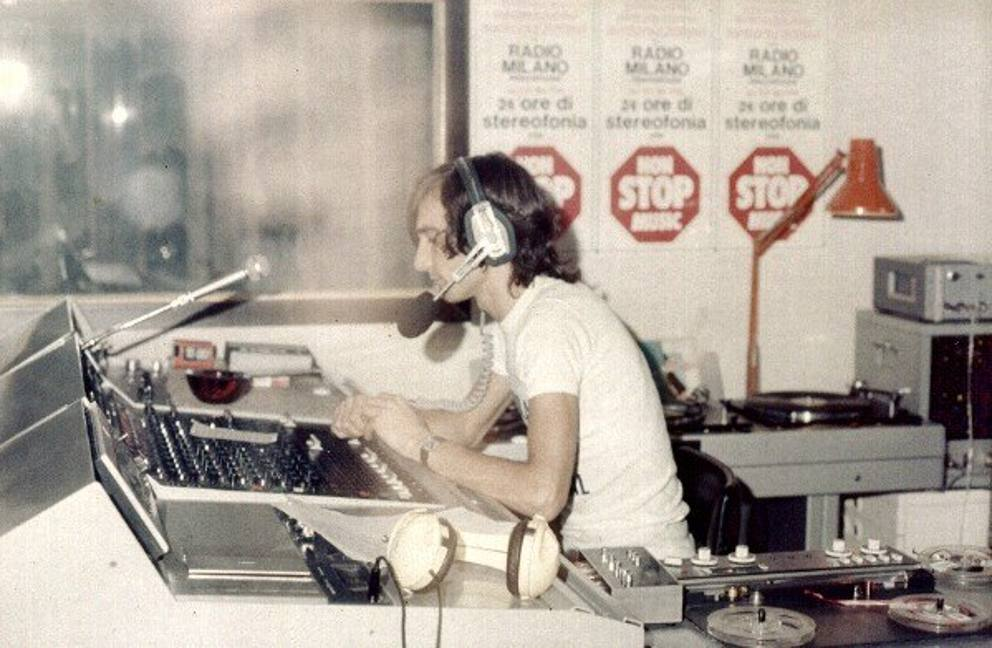
Claudio Cecchetto alla console dello studio della radio, sul muro sono visibili manifesti con lo slogan della radio: "Non stop music"

Il 10 marzo 1975 a Milano nasce «Radio Milano International», una delle prime, se non cronologicamente la prima in assoluto, emittente radiofonica privata italiana. L'emittente utilizzava un furgone in movimento per le vie cittadine per evitare l'intercettazione da parte dell'Escopost, la Polizia Postale.
L'emittente viene fondata da due coppie di giovani fratelli: Angelo e Rino Borra e Piero e Nino Cozzi, tutti milanesi, con una età media intorno ai vent'anni. I fondatori acquistano un trasmettitore militare usato e allestiscono lo studio nella camera da letto di Piero, sita in via Locatelli 1 (vicino a piazza della Repubblica). In questo modo, con un investimento di un milione di lire, riescono ad iniziare a trasmettere dapprima sulla frequenza di 27 MHz (banda cittadina) e successivamente 101 MHz in FM.
Il 15 aprile 1975 le forze dell'ordine sigillano il trasmettitore perché non è stato regolarmente registrato. Le trasmissioni riprendono 10 giorni più tardi, quando il pretore Cassare accoglie il ricorso a difesa della radio.
Radio Milano International è ascoltabile nel raggio di circa 40 km, finanziandosi con introiti pubblicitari, per quanto circolassero voci che fosse finanziata addirittura dalla CIA, sospetti causati dal forte clima di lotta politica ed ideologica degli anni di piombo. L'emittente registra un immediato successo; dopo un mese come conduttore arriva Claudio Cecchetto, disc-jockey del Panthea, una delle discoteche più note del periodo. Qualche anno dopo al microfono della radio arrivano anche Gerry Scotti e Gigio D'Ambrosio.
Dal 1977, per qualche tempo, Radio Milano International tenta anche la strada della produzione televisiva con Milano International TV, cercando di attrarre pubblico trasmettendo di notte molti film a luci rosse. Nel 1987 le trasmissioni arrivano a coprire tutto il territorio nazionale e l'emittente cambia il nome in 101 Network, in seguito Radio 101 e infine R101.
Nel 2002 Radio 101 annuncia il ritorno in FM del marchio Radio Milano International, con un progetto locale metropolitano su una frequenza ridondante del gruppo.
Nel marzo 2003 nasce il sito non ufficiale www.fm101.it con audio, foto, video e notizie storiche di Radio Milano International. Sempre nel 2003 due dei fondatori ed editori di Radio 101, Angelo e Rino Borra, sono messi sotto inchiesta.
Nel gennaio 2005 Arnoldo Mondadori Editore S.p.A. (gruppo Fininvest) annuncia di essersi aggiudicata la complessa trattativa tra il Tribunale di Milano e gli altri editori interessati a rilevare l'emittente, tra cui la Finelco. L'acquisizione è avvenuta, nell'ambito del procedimento fallimentare, tramite la controllata Monradio S.r.l. Il 6 giugno Radio 101 (ex One-O-One Network, Radio Milano International) diventa R101, la radio del gruppo Mondadori. La programmazione musicale di R101 è composta dalle canzoni degli anni '80, '90, 2000, 2010 e di oggi.
Fino alla fine del 2013 R101 trasmette jingle che portano la firma di Clay Remini dello studio Zerodibì. La redazione giornalistica della radio cura un notiziario e diffonde approfondimenti, in collaborazione con il TGcom24.
Dal 2005 al 2010 lo Station manager dell'emittente è stato Francesco Perilli. Dal 2007 al 2011 il presidente della radio è stato Gerry Scotti. Direttore dell'emittente è stato, fino al 2013, Guido Monti, poi jsostituito da Mirko Lagonegro.
Dal 1º febbraio 2016 il direttore è Daniele Tognacca.
Il 4 giugno 2014 nasce il canale R101 TV, che trasmette videoclip musicali no-stop 24 ore su 24. Nell'estate 2015 la Mondadori cede la società produttrice Monradio s.r.l, che controlla anche R101 TV, al gruppo Mediaset.
Il 16 dicembre 2015 termina la collaborazione con Radio Italia per la gestione artistica dell'emittente. Da questa data, la linea editoriale dell'emittente è curata direttamente dal gruppo Mediaset.
Nel giugno 2016 Angelo Borra annuncia sui social network che Radio Milano International tornerà a trasmettere sul web.
Nel maggio 2017 Radio Milano International riprende le trasmissioni sul sito web ufficiale.
Nell'ottobre del 2020 Radio Milano International torna in modulazione di frequenza FM a Milano ed altre città della Lombardia.
A seguito del passaggio sotto il diretto controllo di Mediaset, R101 subisce alcuni cambiamenti che riguardano soprattutto il palinsesto e i conduttori. In generale viene effettuato lo spostamento di alcuni speaker tra le radio controllate da Mediaset, tra cui Radio Monte Carlo e Radio 105.
La sede di R101 da maggio 2017, si sposta da via Ventura 3 nel quartiere Lambrate, all'edificio già sede di Radio 105, in largo Guido Donegani 1, sempre a Milano.
Per incrementare l'audience, R101 decide di aggiungere allo show della mattina La banda di R101 altri programmi di intrattenimento: il primo nella fascia oraria della pausa pranzo condotto da Alvin e Katia Follesa; un altro, I trafficanti di R101, in onda nella fascia oraria serale, condotto dai Finley che sono entrati a far parte del team di R101 dal dicembre 2018. Dal 2 settembre 2019 va in onda, subito dopo La banda di R101, dalle 9 alle 12, Procediamo, condotto da Fernando Proce (che entra così nella squadra dei conduttori della radio dopo aver lasciato RTL 102.5 all'inizio dello stesso anno), anche in radiovisione su R101 TV. Alla fine del 2020 si segnala il ritorno di Chiara Lorenzutti, dopo alcuni anni nel gruppo RTL 102.5. Da maggio 2021 la radio trasmette in simulcast con la tv anche il programma Katia & Alvin dal lunedì al venerdì dalle 12 alle 14, mentre dal giugno dello stesso anno viene trasmesso con lo stesso metodo anche I trafficanti di R101 (condotto dai Finley) dalle 17 alle 20, così come da luglio anche il programma Good Times dalle 14 alle 17. Dall'autunno 2021 viene trasmesso in simulcast radio-tv anche il programma La banda di R101 dal lunedì al venerdì in fascia mattutina.
Sempre a partire dal 2021 R101 cambia formato musicale, passando dallo Hot AC al Modern AC, diminuendo significativamente le quote di musica contemporanea (prima quasi al 50%, ora attorno al 20%) e aumentando la presenza di brani italiani.
A gennaio 2022 esordiscono due programmi: il primo è Quelli del Weekend, condotto da Fil Grondona (ex speaker di m2o) in onda in simulcast con la tv affiliata il sabato e la domenica dalle 10 alle 13; il secondo è Cari amici di R101, in onda con lo stesso metodo nella pausa pranzo, sostituendo Katia & Alvin che prima si trasferisce nel weekend dalle 7 alle 10 (successivamente dalle 6 alle 9), e poi chiuse il 25 dicembre dello stesso anno.
Il 24 febbraio 2023 chiude il programma Facciamo finta che... a causa della morte di Maurizio Costanzo, inoltre il programma R101 stories va in onda dalle 20:00 alle 00:00 (stessa cosa per R101 Enjoy the weekend con Iaki).
Il 15 marzo 2023 Lester lascia R101; il programma che conduceva, La banda di R101, prosegue con gli altri conduttori.

## Conduttori e speaker
Elenco aggiornato a febbraio 2025
- Riccardo Russo
- Chiara Tortorella
- Paolo Dini
- Cristiano Militello
- Leonardo Fiaschi
- Fernando Proce
- Regina
- Sabrina Bambi
- Cristina D'Avena
- Lucilla Agosti
- Marco Santini
- Melita Toniolo
- Rebecca Staffelli
- I Finley (Pedro, Dani, Ka)
- Emanuela Maisano
- Leonardo Regazzoni
- Iaki (Jacopo Bianchi)
- Giovanni Antonacci
- Rajae Bezzaz
- Fil Grondona
- Silvia Notargiacomo
- Fabio De Vivo
- Il Musazzi

### Speaker storici
- Albertino
- Francesca Bacinotti
- Ilaria Cappelluti
- Alessandro Sansone
- Beppe Farah
- Claudio Cecchetto
- Dario Desi
- Davide Lentini
- Dr. Feelx
- Elenoire Casalegno
- Fausto Terenzi
- Federico l'Olandese Volante
- Federica Panicucci
- Fichi d'India
- Flavia Cercato
- Gianni Manuel
- Gene Gnocchi
- Gerry Bruno
- Gerry Scotti
- Gialappa's Band
- Giancarlo Cattaneo
- Gianni De Berardinis
- Gigio D'Ambrosio
- Giorgia Surina
- Guido Bagatta
- Isa B
- Laura Basile
- Laura Ghislandi
- Leonardo "Leopardo" Re Cecconi
- Luca Dondoni
- Jody Sciuto
- Jolanda Granato
- Linus
- Marco Balestri
- Massimo Braccialarghe
- Massimo Oldani
- Massimo Valli
- Max Novaresi
- Moreno Guizzo
- Matteo Di Palma
- Piero Cozzi (o P3)
- Paolo Cavallone
- Paoletta
- Pino Beccaria
- Sara Calogiuri
- Sergio Sironi
- Stefano Mastrolitti
- Tamara Donà
- Tamy T
- Zero Assoluto
- Teo Teocoli
- Nino Formicola
- Roberto Zaino
- Alberto Davoli
- Isabella Eleodori
- Willy Mazzoni
- Alvin
- Katia Follesa
- Pierpaolo Pretelli
- Elena Morali
- Carlotta Quadri
- Maurizio Costanzo
- Lester
- Giulia Salemi
- Chiara Lorenzutti
- Camilla Ferranti

## Programmi

### Programmi attualmente in onda
- Buongiornissimo R101
- La banda di R101
- Procediamo
- Cari amici di R101
- Good Times
- Belli felici
- I trafficanti di R101
- R101 Stories
- Fantastico Weekend
- Quelli del weekend
- R101 Enjoy the weekend
- I Bonazzi di R101
- R101 Dance Party

### Programmi del passato
- 101% (2008 - 2011)
- Bazar (2006)
- Sbanca 101 (2006 - 2007)
- Regalo di compleanno (2007)
- Smile (2008)
- Superclassifiche (2007)
- La Superclassifica di Sorrisi e Canzoni (2007)
- Club '90 (2007)
- La superclassifica (2006 - 2011)
- Beat Box (2011 - 2015)
- La carica di 101 (2005-2014)
- Disco 101 (2009 - 2013)
- Sportello Centounico (2011-2013)
- Stile libero (2012 - 2013)
- Cotti e Sparlati (2013)
- Katia & Alvin (2018-2022)
- Facciamo finta che... (2021-2023)
- R101 Cinema e TV (2022-2023)

### Spiaggia 101 tour
Spiaggia 101 tour era il tour estivo di R101 che percorreva l'Italia in varie tappe:
- 2010: Fichi d'India, Patty Pravo, Giusy Ferreri, Noemi e Valerio Scanu[12]
- 2011: Gene Gnocchi, Francesco Baccini, Edoardo Bennato[13]

## Ascolti
Di seguito l'elenco dei dati sugli ascolti della radio.
Come Radio 101 - One O One Network
- 1991: 360.000
- 1992: non rilevato
- 1993: 684.000
- 1994: 771.000
- 1995: 875.000
- 1996: 766.000
- 1997: 723.000
- 1998: 1.177.000
- 1999: 1.131.000
- 2000: 1.145.000
- 2001: 1.108.000
- 2002: 989.000
- 2003: 971.000
- 2004: 826.000

Come R101
- 2005: 650.000
- 2006: 1.381.000
- 2007: 1.952.000
- 2008: 2.080.000
- 2009: 1.990.000
- 2012: 2.102.000
- 2013: 1.870.000
- 2014: 1.682.000
- 2015: 1.611.000
- 2016: 1.752.000
- 2017: 2.108.000
- 2018: 2.039.000
- 2019: 2.125.000
- 2020: 2.018.000
- 2021: 1.884.000
- 2022: 1.918.000
- 2023: 2.155.000

## R101 TV
Il 4 giugno 2014 nasce R101 TV, un'emittente televisiva tematica italiana, affiliata all'omonima radio, che si occupa di musica. Dalla sua nascita e fino al 2019, il canale trasmetteva esclusivamente videoclip musicali a rotazione, mentre dal settembre dello stesso anno inizia a trasmettere il suo primo programma in radiovisione: Procediamo, condotto da Fernando Proce, Regina e Sabrina Bambi. Dal 2021, il canale trasmette in simulcast con la radio anche tutti gli altri programmi, quali: Buongiornissimo, La Banda di R101, Procediamo, Cari Amici di R101, Good Times, I Trafficanti di R101, R101 Stories, R101 Enjoy The WeekEnd!, Fantastico Weekend, Quelli Del Weekend e I Bonazzi di R101. Il canale è visibile in HD sul canale 67 del digitale terrestre.